# Truńce
Truńce (biał. Трунцы; ros. Трунцы) – wieś na Białorusi, w obwodzie grodzieńskim, w rejonie wołkowyskim, w sielsowiecie Izabelin.
W XIX w. wieś i chutor. W dwudziestoleciu międzywojennym wieś i osada Truńce leżały w Polsce, w województwie białostockim, w powiecie wołkowyskim, w gminie Izabelin.